# ديك دي مان
ديك دي مان (بالهولندية: Dick de Man)‏ (16 مايو 1909 – 3 يوليو 1996) هو سبّاح هولندي راحل، مثّل بلاده في الألعاب الأولمبية الصيفية 1928.

## روابط خارجية
ديك دي مان على موقع الاتحاد الدولي للسباحة (الإنجليزية)
- ديك دي مان على موقع أوليمبيديا (الإنجليزية)